# پونتیاک سیلوردوم
ورزشگاه پونتیاک سیلوِردوم (به انگلیسی: Pontiac Silverdome) ساخت ۱۹۷۶، یک ورزشگاه چند منظوره در میشیگان در ایالات متحده آمریکا بود.
این استادیوم یکی از مراکز برگزاری بازیهای جام جهانی فوتبال ۱۹۹۴ بود. این نخستین ورزشگاه سرپوشیده‌ای بود که برای بازیهای جام جهانی استفاده می‌شد.